# Engie Open de Limoges 2016 - Doppio
Barbora Krejčíková e Mandy Minella erano le detentrici del titolo, ma Krejčiková non ha partecipato a questa edizione del torneo. Minella ha fatto coppia con Elise Mertens e ha conquistato il titolo battendo in finale Anna Smith e Renata Voráčová con il punteggio di 6-4, 6-4.

## Teste di serie
1. Ljudmyla Kičenok /  Nadežda Kičenok (quarti di finale)
2. Anna Smith /  Renata Voráčová (finale)

1. Nicola Geuer /  Nicole Melichar (quarti di finale)
2. Lenka Kunčíková /  Karolína Stuchlá (semifinale)

## Tabellone

### Legenda
| - Q = Qualificato - WC = Wild card - LL = Lucky loser | - ALT = Alternate - SE = Special Exempt - PR = Protected Ranking | - w/o = Walkover - r = Ritirato - d = Squalificato |

|  | Quarti di finale | Quarti di finale        | Quarti di finale        | Quarti di finale | Quarti di finale |  |  | Semifinali              | Semifinali              | Semifinali            | Semifinali         | Semifinali         |   |   | Finale              | Finale              | Finale              | Finale | Finale |  |
|  |                  |                         |                         |                  |                  |  |  |                         |                         |                       |                    |                    |   |   |                     |                     |                     |        |        |  |
|  | 1                | L Kičenok N Kičenok     | L Kičenok N Kičenok     | 3                | 3                |  |  |                         |                         |                       |                    |                    |   |   |                     |                     |                     |        |        |  |
|  |                  | E Mertens M Minella     | E Mertens M Minella     | 6                | 6                |  |  | E Mertens M Minella     | E Mertens M Minella     | E Mertens M Minella   | 6                  | 6                  |   |   |                     |                     |                     |        |        |  |
|  | 4                | L Kunčíková K Stuchlá   | 5                       | 6                | [10]             |  |  | L Kunčíková K Stuchlá   | L Kunčíková K Stuchlá   | L Kunčíková K Stuchlá | 2                  | 3                  |   |   |                     |                     |                     |        |        |  |
|  | WC               | A Hesse T Moore         | 7                       | 4                | [6]              |  |  |                         |                         |                       |                    |                    |   |   | E Mertens M Minella | E Mertens M Minella | E Mertens M Minella | 6      | 6      |  |
|  |                  | V Ivachnenko L Marozava | 6                       | 5                | [10]             |  |  |                         |                         | A Smith R Voráčová    | A Smith R Voráčová | A Smith R Voráčová | 4 | 4 |                     |                     |                     |        |        |  |
|  | 3                | N Geuer N Melichar      | 4                       | 7                | [6]              |  |  | V Ivachnenko L Marozava | V Ivachnenko L Marozava | 5                     | 6                  | [6]                |   |   |                     |                     |                     |        |        |  |
|  |                  | A Rosolska G Voskoboeva | A Rosolska G Voskoboeva | 4                | 3                |  |  | A Smith R Voráčová      | A Smith R Voráčová      | 7                     | 1                  | [10]               |   |   |                     |                     |                     |        |        |  |
|  | 2                | A Smith R Voráčová      | A Smith R Voráčová      | 6                | 6                |  |  |                         |                         |                       |                    |                    |   |   |                     |                     |                     |        |        |  |